# Pachyneurinae
Die Pachyneurinae bilden eine Unterfamilie der Erzwespenfamilie Pteromalidae.
Das Taxon geht auf den US-amerikanischen Entomologen William Harris Ashmead zurück, der im Jahr 1904 die Tribus Pachyneurini einführte. Die Typusgattung ist Pachyneuron Walker, 1833. Burks et al. (2022) erhoben aufgrund molekularbiologischer und morphologischer Studien die Tribus zur Unterfamilie Pachyneurinae.

## Merkmale
Die Vertreter der Pachyneurinae weisen 12 Geißelglieder auf. Die Mandibeln sind gekrümmt. Die Scapula (Schultern) sind vorne nicht vom Pronotum abgesetzt. Die Axilla sind nicht besonders hervorstehend. Die Axillula sind nicht vergrößert. Die Marginalader der Vorderflügel verdickt sich abrupt am parastigmalen Bruch relativ zur Dicke der submarginalen Ader. Der Petiolus ist anteroventral entweder gestützt durch eine rechtwinklig abstehende Kante, die vom ersten Gastersternum ausgeht und nach vorne unter den Petiolusansatz reicht, oder er weist einen mehr oder weniger stark entwickelten seitlichen zahnartigen Fortsatz auf, der sich senkrecht zur Längsachse des Petiolus erstreckt.

## Lebensweise
Die Pachyneurinae sind Parasitoide verschiedener holometaboler Insekten. Zu den Wirten gehören Muscidae, Schwebfliegen und Raupenfliegen aus der Unterordnung der Fliegen sowie Röhrenblattläuse, Mottenschildläuse und Schildläuse aus der Ordnung der Hemiptera. Metastenus concinnus parasitiert die Puppen des Australischen Marienkäfers (Cryptolaemus montrouzieri).  Weiterhin sind einzelne Arten als obligate Hyperparasiten anderer Hautflügler bekannt.

## Innere Systematik
Gemäß der Taxonomie von Burks et al. (2022) gehören zu den Pachyneurinae folgende Gattungen:
- Acroclisoides Girault & Dodd, 1915
- Amblyharma Huang & Tong, 1993
- Austroterobia Girault, 1938
- Canada Koçak & Kemal, 2008
- Coruna Walker, 1833
- Euneura Walker, 1844
- Fusta Xiao & Ye, 2014
- Goidanichium Bouček, 1970
- Golovissima Dzhanokmen, 1982
- Inkaka Girault, 1939
- Metastenus Walker, 1834
- Nazgulia Hedqvist, 1973
- Neotoxeumorpha Narendran, 2002
- Oomara Delucchi, 1964
- Oricoruna Bouček, 1979
- Ottaria Hedqvist, 1974
- Pachycrepoideus Ashmead, 1904
- Pachyneuron Walker, 1833
- Parabruchobius Risbec, 1951
- Platecrizotes Ferrière, 1934
- Teasienna Heydon, 2004
- Toxeumorpha Girault, 1915